# Un vis într-un vis
„Un vis într-un vis” (în engleză A Dream Within a Dream) este un poem al scriitorului american Edgar Allan Poe, publicat inițial în numărul din 31 martie 1849 al ziarului The Flag of Our Union. Poezia are 24 de versuri, fiind împărțită în două strofe. Poemul pune în discuție modul în care se poate distinge realitatea de fantezie, întrebându-se: „Tot ce se vede sau pare / E doar un vis într'unul mai mare”.

## Analiză
Poemul analizează o confuzie determinată de perceperea faptului că lucrurile importante din viață se duc ireversibil. Dându-și seama că nu poate ține în mână nici măcar un fir de nisip el ajunge la concluzia finală că toate lucrurile sunt un vis.
Poemul se referă la „nisipul auriu”, o imagine derivată din găsirea de aur în California în anul 1848.

## Istoricul publicării
Poemul a fost publicat pentru prima dată în numărul din 31 martie 1849 al ziarului The Flag of Our Union din Boston. Aceeași publicație publicase cu doar două săptămâni mai înainte povestirea „Hopa-Hop sau opt urangutani înlănțuiți” a lui Poe. În luna următoare, proprietarul Frederick Gleason a anunțat că nu mai putea plăti pentru publicarea oricăror articole și poezii.
Prima traducere în limba română a fost realizată de Emil Gulian și publicată în decembrie 1937 sub titlul „Un vis în alt vis” în Revista Fundațiilor Regale. Poemul a fost tradus apoi de Dan Botta și publicat în 1963 sub titlul „Un vis într-un vis” în volumele Scrieri alese, editate de Editura pentru Literatură Universală din București, în colecția „Clasicii literaturii universale”.

## Adaptări
- Picnic at Hanging Rock, un film despre un grup de fete ce au dispărut în timpul unei excursii la o formațiune stâncoasă de la începutul secolului al XX-lea, începe cu o voce care afirmă „Ceea ce vedem și ceea ce ni se pare că vedem nu este decât un vis. Un vis într-un vis”. Această replică devine mantra filmului.
- Albumul Tales of Mystery and Imagination al formației The Alan Parsons Project se deschide cu un omagiu instrumental adus poemului. Relansarea sa din 1987 a inclus o recitare a poemului de către Orson Welles.
- Albumul A Secret Wish al formației Propaganda include piesa muzicală „A dream within a dream”; versurile cântecului provin din acest poem.
- Biological Radio, albumul lansat în 1997 de formația Dreadzone, conține piesa muzicală „Dream Within A Dream” cu versuri citate din poem.
- Turneul Dream Within a Dream Tour (2001-2002) al cântăreței Britney Spears este intitulat după acest poem.
- The Yardbirds a înregistrat o adaptare muzicală pentru albumul Birdland (2003).
- Poemul este menționat direct în cântecul „Sweat” al formației heavy metal Tool.
- Elysian Fields a înregistrat o adaptare muzicală a poemului.
- Sopor Aeternus & The Ensemble of Shadows a adaptat muzical poemul pentru albumul Poetica - All Beauty Sleeps.